# Dennistoun
Dennistoun est un district essentiellement résidentiel de la ville de Glasgow, au nord du fleuve Clyde et à environ 2 km du centre.
La population était d'environ 10 530 habitants en 2004.

## Histoire
Le nom du district vient de Alexander Dennistoun (en) (1789–1874), commerçant et directeur de banque écossais.